# La Pommeraye, Maine-et-Loire

La Pommeraye este o comună în departamentul Maine-et-Loire, Franța. În 2009 avea o populație de 3,987 de locuitori.